# Albert van Essen
Albert van Essen (Veenendaal, 2 februari 1890 – Voorburg, 21 oktober 1967) was een Nederlands architect. 

## Biografie
Van Essen was aanvankelijk een volger van de stijl van de bekende Amerikaanse architect Frank Lloyd Wright met onder andere de flinke dakgoten, maar zijn kantoor is na de oorlog ook bekend geworden als architect van vele naoorlogse vrijstaande bungalows, scholen en kerken. Hij was gemeentearchitect voor de gemeente Nootdorp van 1939 tot 1960. 
Van Essen woonde eerst in de Koninginnelaan 51, Voorburg en later achtereenvolgens op de Prinses Mariannelaan 263, 133, en 137 (kantoor en woonhuis) te Voorburg. Zijn zoons Gerard W. van Essen (in 1945) en Anton M. van Essen (in 1954) kwamen bij hun vader als architect werken. In 1953 verbond ook de architect Guido de Sturler (1919-2004) zich aan het kantoor. Gerard W. van Essen startte in 1958 een eigen architectenbureau in Den Haag.

## Werken
- 1924: Boerderij "Hoeve Altena", Almkerkseweg 3, 4285 WZ  Woudrichem
- 1926: Landhuis "De Spil", Zandvoorterweg 65, 2111 GT Aerdenhout
- 1927: Landhuis "Ny Heem", Burgemeester Den Texlaan 42 (Westerlaan), 2111 CE Aerdenhout (gesloopt 2018)
- 1927: Landhuis "Vijverhof", Weresteinstraat 14, (Rijksstraatweg), 2181 GA Hillegom
- 1927: Oosteinde 92, 2271 EJ Voorburg, vrijstaande villa
- 1927: Landhuis "Flandria", Lingedijk 103, 4196 HB Tricht
- 1928: Damsigtstraat 66 - 80, 2272 XS Voorburg, blokje aaneen gebouwde huizen
- 1929: Landhuis "Blauwspar", Konijnenlaan 27, 2243 EN Wassenaar
- 1928: Landhuis "Duinhoek", Militairenweg 18, 2051 EV Overveen
- 1930: Landhuis "De Berk", Willem III laan 7, 2243 HZ Wassenaar
- 1930: Oosteinde 183 - 185, 2271 EE Voorburg, twee onder een kap herenhuizen
- 1930: Vijverhof 9 - 21, 2271 GN Voorburg, 3 twee onder een kap herenhuizen
- 1931: Emmaschool, Vijverhof 7, 2271 GN Voorburg
- 1931: Landhuis "Hillside", ‘s-Gravelandseweg 89, 1217 EL Hilversum,
- 1931: Laan van Leeuwensteijn 6 - 30, 2271 HK Voorburg, 6 twee onder een kap herenhuizen
- 1931: Laan van Leeuwensteijn 7 en 9, 2271 HH Voorburg, twee onder een kap herenhuizen
- 1931: Laan van Leeuwensteijn 21 - 31, 2271 HH Voorburg, 8 twee onder een kap herenhuizen
- 1931: Laan van Leeuwensteijn 67 - 75, 2271 HL Voorburg, 4 twee onder een kap herenhuizen
- 1933: Cafe Restaurant "Vronesteijn", Oosteinde 237 , 2271 EG Voorburg (vrijstaand)
- 1934: Landhuis, Park Vronesteyn 14, 2271 HN Voorburg
- 1937: Landhuis "Silvana", Nachtegaallaan 1, 2243 EL Wassenaar
- 1938: Raadhuis, Kaai 2, 3257 AG Ooltgensplaat, ingrijpende renovatie (Rijksmonument)
- 1938: Landhuis "Chantemerle", Burgemeester Visserpark 16, 2405 CR Alphen aan den Rijn
- 1938: Park Leeuwensteijn 8 - 22, 2272 AC Voorburg, 8 twee onder een kap herenhuizen
- 1940: Helmlaan 2 en 4, 2244 AZ Wassenaar, twee onder een kap herenhuizen
- 1940: Helmlaan 10 en 12, 2244 AZ Wassenaar, twee onder een kap herenhuizen
- 1940: Helmlaan 14 en 16, 2244 AZ Wassenaar, twee onder een kap herenhuizen
- 1940: Hogerbeetsstraat 2 - 38, 2242 TR Wassenaar, blokje aan een gebouwde huizen
- 1942: Stadhuis, Markt 1, 4101 BW Culemborg, ingrijpende renovatie (Rijksmonument)
- 1947: Julianaweg 1, 2243 HT Wassenaar, vrijstaande bungalow
- 1947: Dennenlaan 12, 2244 AL Wassenaar, vrijstaande bungalow
- 1947: Klingelaan 43, 2244 AN Wassenaar, vrijstaand landhuis
- 1948: Duinrooslaan 1, 2244 AW Wassenaar, bungalow
- 1948: Duinrooslaan 3, 2244 AW Wassenaar, vrijstaand landhuis
- 1948: Dennenlaan 4, 2244 AL Wassenaar, bungalow (gesloopt)
- 1948: Klingelaan 26, 2244 AN Wassenaar, vrijstaande bungalow (gesloopt)
- 1948: Klingelaan 28, 2244 AN Wassenaar, vrijstaande bungalow
- 1948: Klingelaan 32, 2244 AN Wassenaar, vrijstaande bungalow
- 1948: Klingelaan 45, 2244 AN Wassenaar, vrijstaande bungalow
- 1948: Dennenlaan 5, 2244 AK Wassenaar, bungalow
- 1949: Julianaweg 3, 2243 HT Wassenaar, vrijstaande bungalow
- 1949: Dennenlaan 10, 2244 AL Wassenaar, bungalow
- 1950: Klingelaan 22, 2244 AN Wassenaar, vrijstaande bungalow (gesloopt)
- 1950: Klingelaan 24, 2244 AN Wassenaar, vrijstaande bungalow
- 1952: Prins Frederiklaan 6, 2243 HW Wassenaar, verbouw van een landhuis
- 1953: Deijlerweg 92 - 98, 2241 AJ Wassenaar, blokje aaneen gebouwde huizen
- 1953: Duinrooslaan 2, 2244 AW Wassenaar, vrijstaand landhuis
- 1955: Sint Maartenskerk, Kerkplein 3, 4001 MX Tiel, ingrijpende renovatie (Rijksmonument)
- 1955: Potgieterlaan 15, 2274 GM Voorburg, kerkgebouw (gesloopt 1968)
- 1962: Pieter Postlaan 1, 2242 PK Wassenaar, bungalow (gesloopt)
- 1963: "De Oude Tempel", Oude Tempellaan 1, 3769 JA Soesterberg, aanbouw vleugel aan villa
- 1968: Teylingerhorstlaan 13 a, 2244 EJ Wassenaar, vrijstaand woonhuis
- Effathalaan 31, 2275 CB Voorburg, schoolgebouw
- Spinozalaan 175, 2273 XG Voorburg, schoolgebouw

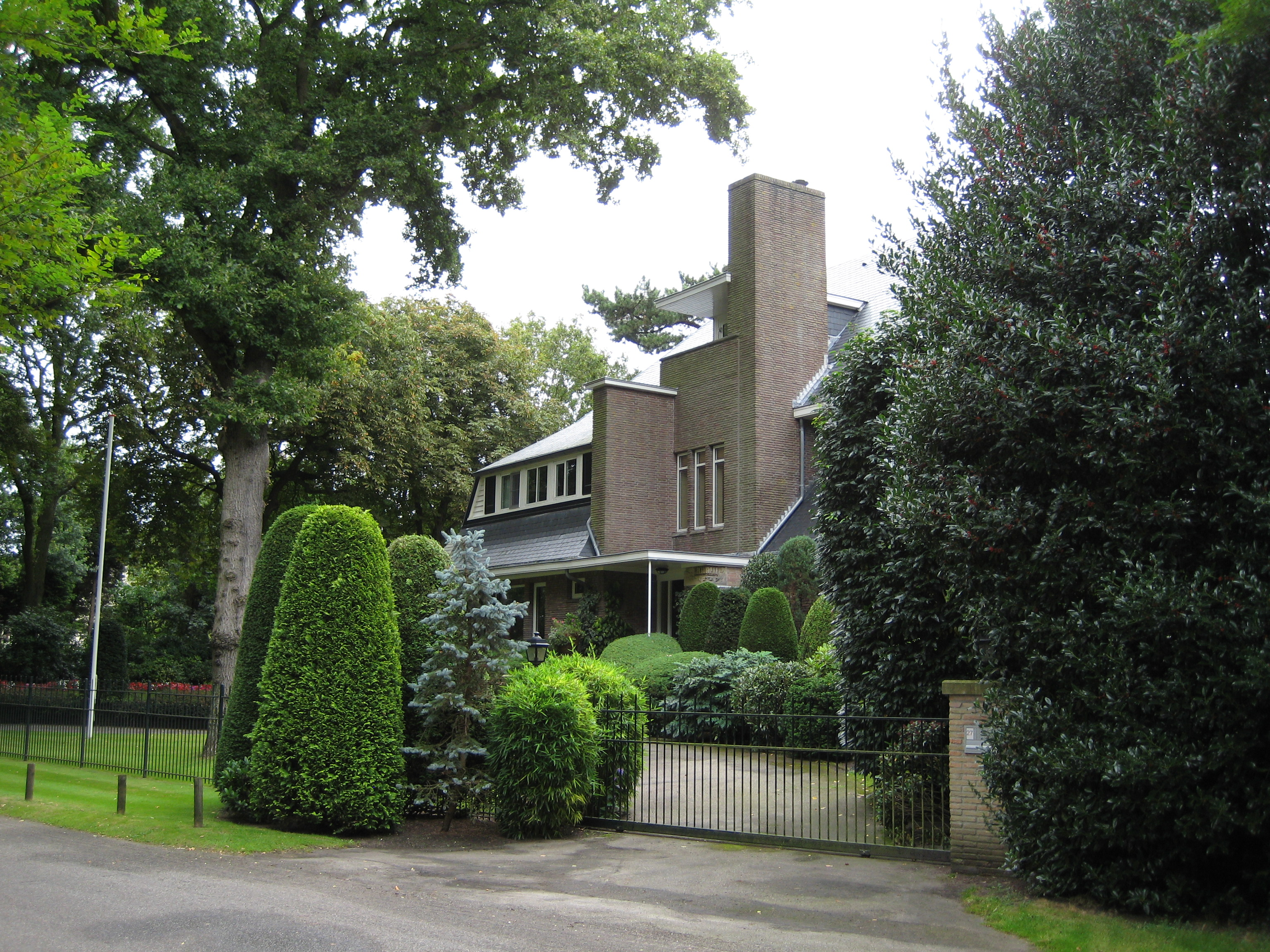
Konijnenlaan 27 Wassenaar (1929)
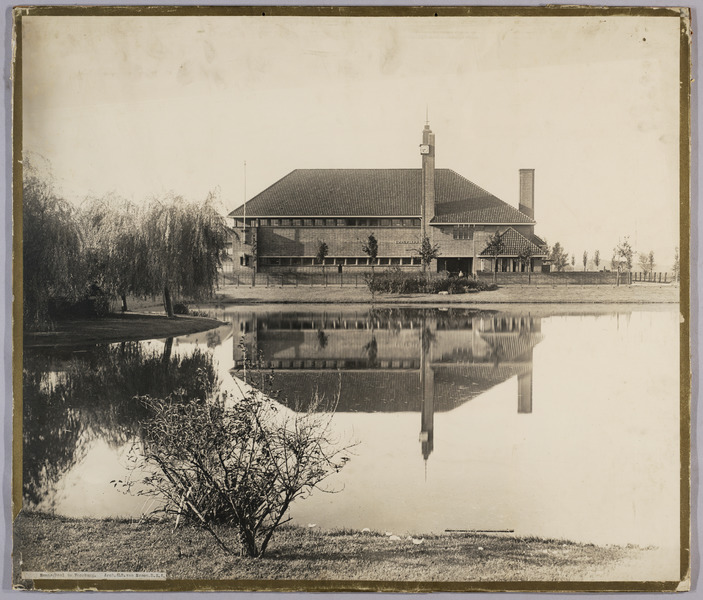
Vijverhof 7 Voorburg (1931)
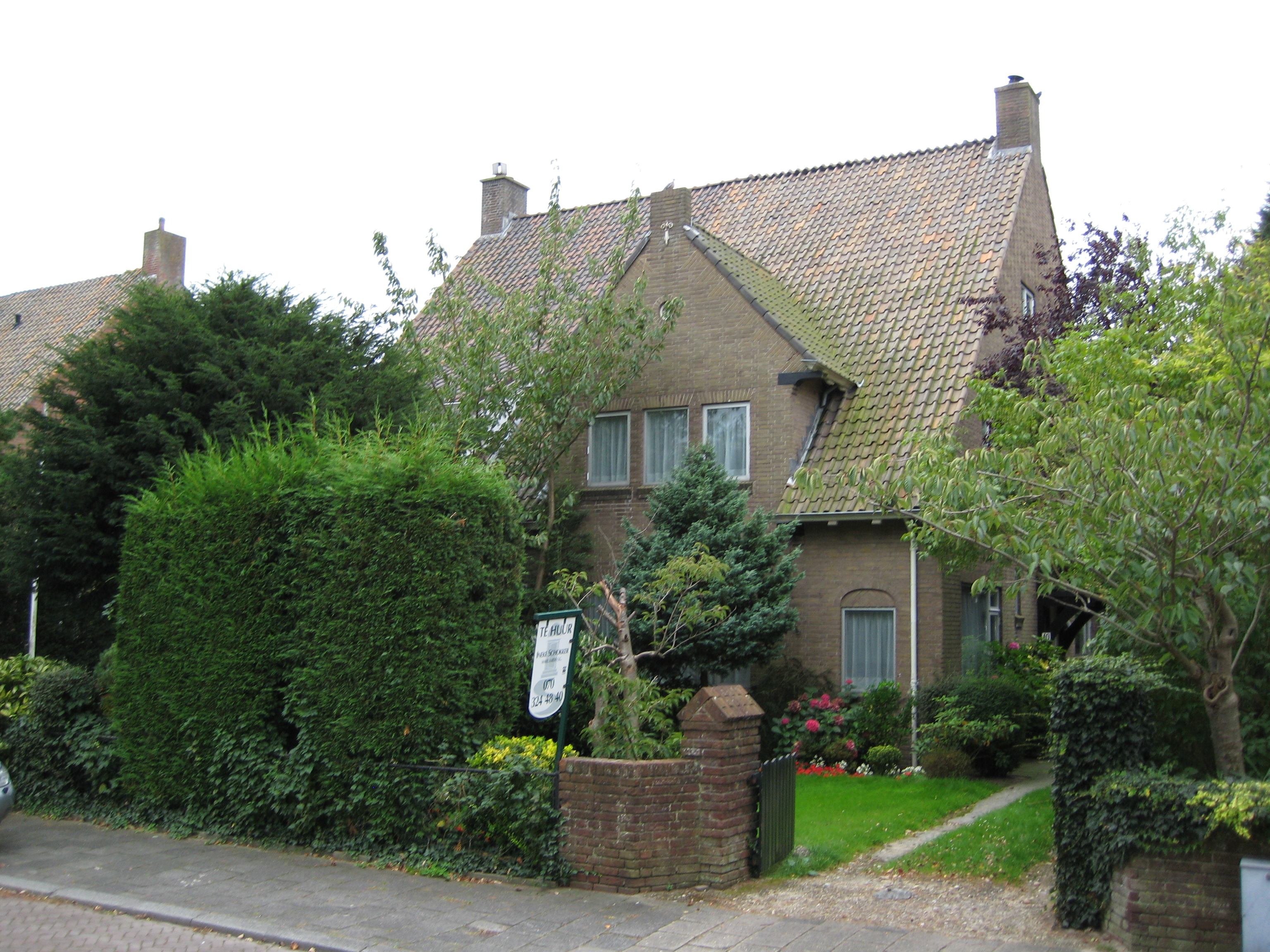
Helmlaan 10 Wassenaar (1940)

- RKD-Nederlands Instituut voor Kunstgeschiedenis: 26684